# 密度高度

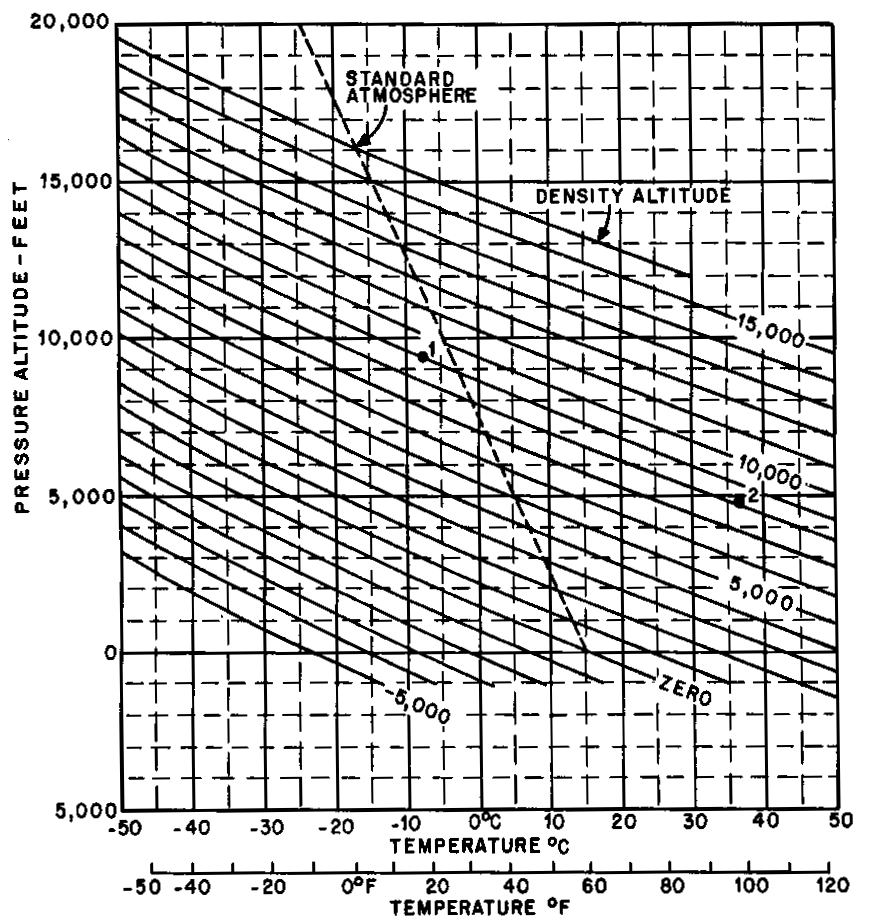
密度高度の計算図

密度高度 (みつどこうど)は、大気中のある点における空気の密度を、国際標準大気の条件において密度が等しくなる海抜高度として表したものである。高度の表現ではない。密度高度は、気圧高度を気温で補正したものともいえる。
密度高度を上昇させる大きな要因としては気温の上昇、あるいは気圧の低下がある。また、密度高度は湿度の上昇によっても多少上昇する。すなわち高温多湿下においては、密度高度は実際の高度よりもはるかに高くなる。
航空機の運航においては、密度高度はその場の気象条件における航空機の空気力学的な性能を推し量るために用いられる。例えば航空機の翼が発生する揚力の大きさや、指示対気速度 (IAS)と真対気速度 (TAS)の差は密度高度によって影響を受ける。また、エンジンの出力も密度高度や大気の組成によって影響を受ける。

## 計算
乾燥大気における密度高度は気圧と温度によって次のように与えられる：
{\displaystyle {\text{DA}}\approx {\frac {T_{\text{SL}}}{\Gamma }}\left[1-\left({\frac {P/P_{\text{SL}}}{T/T_{\text{SL}}}}\right)^{\left({\frac {gM}{\Gamma R}}-1\right)^{-1}}\right]}
上の式において、
{\displaystyle {\text{DA}}} は密度高度 [m]、
{\displaystyle P} は(静)気圧 [hPa]、
{\displaystyle P_{\text{SL}}}は国際標準大気における海面気圧 (1013.25 hPa)、
{\displaystyle T} は外気温 [K]、
{\displaystyle T_{\text{SL}}} は国際標準大気における海面気温 (15℃＝288.15 K)、
{\displaystyle \Gamma } は国際標準大気における気温減率 (高度11km以下では0.0065 K/m)、
{\displaystyle R} は気体定数 (8.3144598 J/mol·K)、
{\displaystyle g} は標準重力加速度 (9.80665 m/s2)、
{\displaystyle M} は乾燥大気のモル質量 (0.028964 kg/mol)である。